# Pavlovo-Posadskiye izvestiya
Pavlovo-Posadskiye izvestiya (en russe : Павлово-Посадские известия) est un journal hebdomadaire régional dont le centre se trouve à Pavlovski Possad. Ce journal, fondé en juillet 1919, est l'un des plus vieux dans la région.
Depuis mars 2005, le journal est imprimé par l'institution publique de l’oblast de Moscou, L'Agence de presse de Pavlovski Possad. Le but de l'agence est d'informer la population des activités d'autorités publiques de l’oblast de Moscou et de municipalités d'administration locale, pour fournir, à la société, les renseignements authentiques et confiants dans les sphères différentes de vie. Le journal possède un site Internet officiel dans lequel les annonces d'événements importants, de thèmes et les dernières nouvelles, sont mis en ligne. La rédactrice en chef du journal est Krasova Elena.

## Histoire
À ses débuts, le journal est initialement nommé Pavlovskiye Izvestiya. Dès lors, il est changé à de nombreuses reprises (Udarnik en 1934, Leninskaya Iskra dans les années 1950, Znamya Lenina en 1961) jusqu'à 1999, lorsqu'il est renommé Pavlovo-Posadskiye izvestiya. En 2005, le bureau de la rédaction est réorganisé et transformé en institution publique de l’oblast de Moscou, L'agence de presse de Pavlovski Possad.
En 2014, le journal célèbre son 95e anniversaire. Le 31 juillet, le soir consacré à l'anniversaire du journal est organisé dans le hall d'exposition Maison de Shirokov. Il se compose d'anciens journalistes, correspondants, et rédacteurs de Pavlovo-Posadskiye izvestiya. Le chef du district Oleg Solovikov remet une lettre de gratitude au bureau de la rédaction du journal.
Pavlovo-Posadskiye izvestiya évolue constamment au fil du temps. Les journalistes scrutent avec attention le moindre événement important non seulement pour la région, mais aussi pour le pays en général.